# Id. Antonio da Sangallo
Idősebb  Antonio da Sangallo, teljes nevén Antonio Giamberti da Sangallo (Firenze, 1455 – Firenze, 1534. december 27.) reneszánsz itáliai építész és szobrász. Giuliano da Sangallo testvére.
Az idősebb jelzővel nevezik, hogy megkülönböztessék őt unokaöccsétől, Antonio da Sangallótól (1484-1546). 

## Élete
Apja Francesco Giamberti (1405-80) firenzei neves asztalos volt. A műhelye fafaragásra és hajómunkákra szakosodott, de más munkákban, így ostromgépeknél és katonai erődítményekben is szerepet vállalt.
A 15. század utolsó évtizedében Antonio Rómába költözött, először testvérével, Giulianóval dolgozott, majd önállóan kezdett el működni. 1490-ben közreműködött a római Vincoli San Pietro kolostor építésében.
1492-ben, még Rómában, Sándor pápa megbízta az Angyalvár erődítményeinek újjáépítésével. Ennek érdekében megerősítette az építményeket, négy sokszögű bástyát épített a négy sarkon.
Létrehozta a Civita Castellana ötszögletű, négy bástyával és egy toronnyal rendelkező hatalmas erődítését, amely tevékenységei közül az egyik legjelentősebb.
1501-ben ismét a Borgia család, pontosabban VI. Sándor pápa fia, Cesare számára megkezdte egy erőd építését a középkori Nettuno kisváros védelmére.
Hadmérnökként különösen ügyes volt, fontos művei jöttek létre Arezzóban, Montefiasconéban, Firenzében és Rómában. Építészként egyik legkiemelkedőbb munkája a Montepulciano-i San Biagio (Szt. Balázs)-templom.

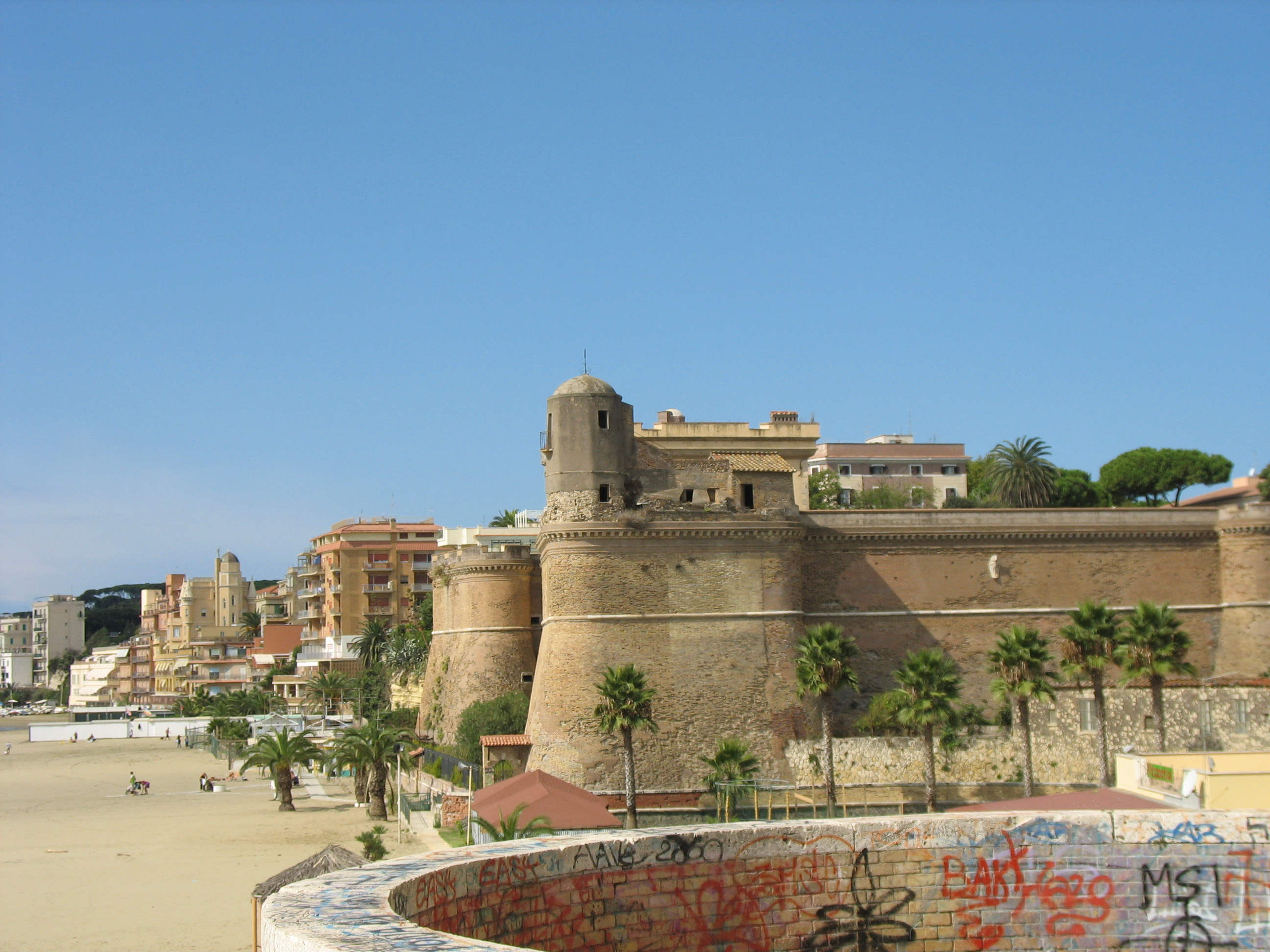
A "Forte Sangallo", Nettuno
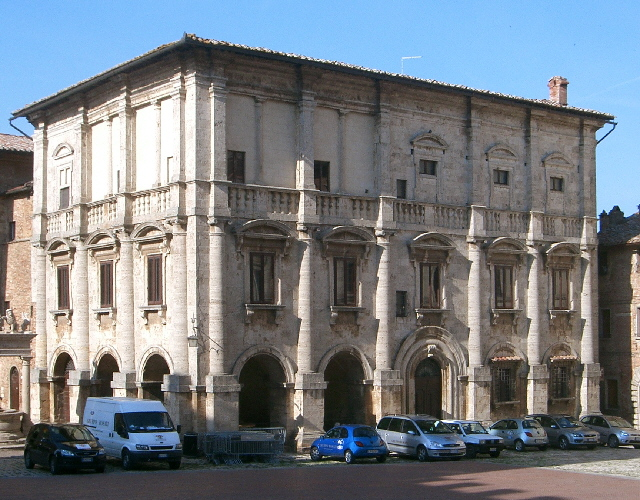
Tarugi-palota, Montepulciano
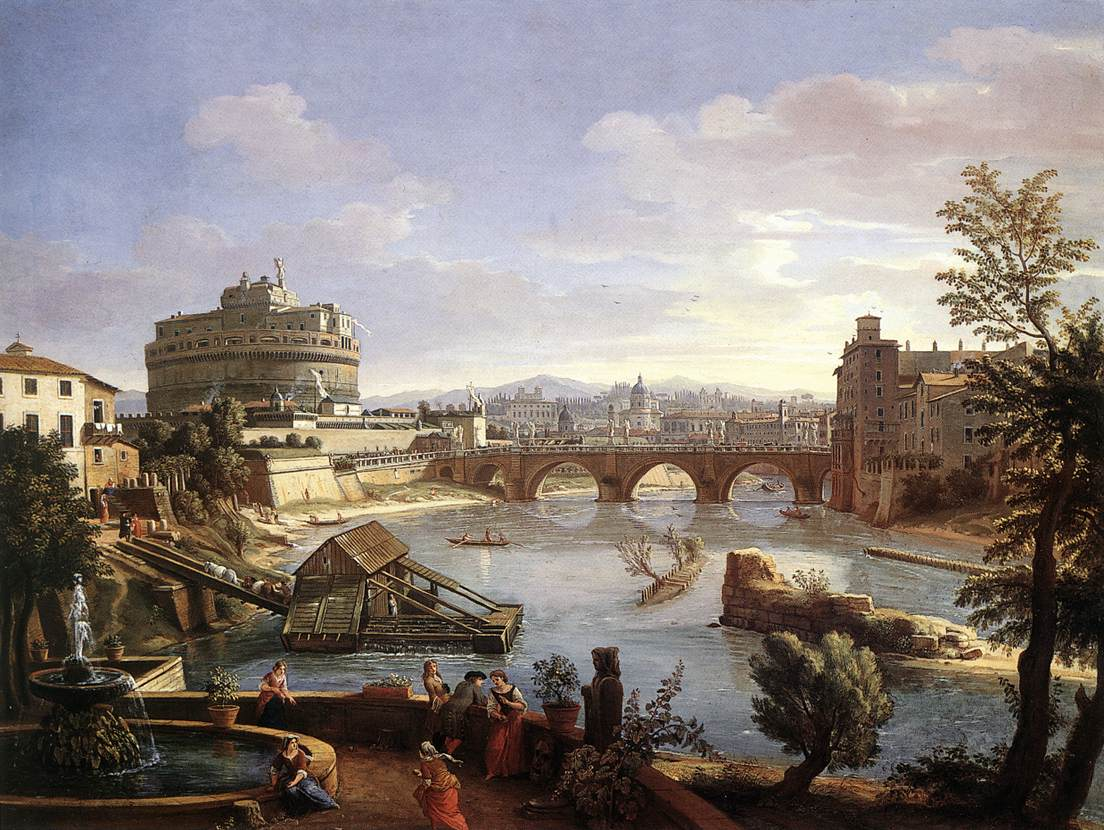
A római Angyalvár a 17. században
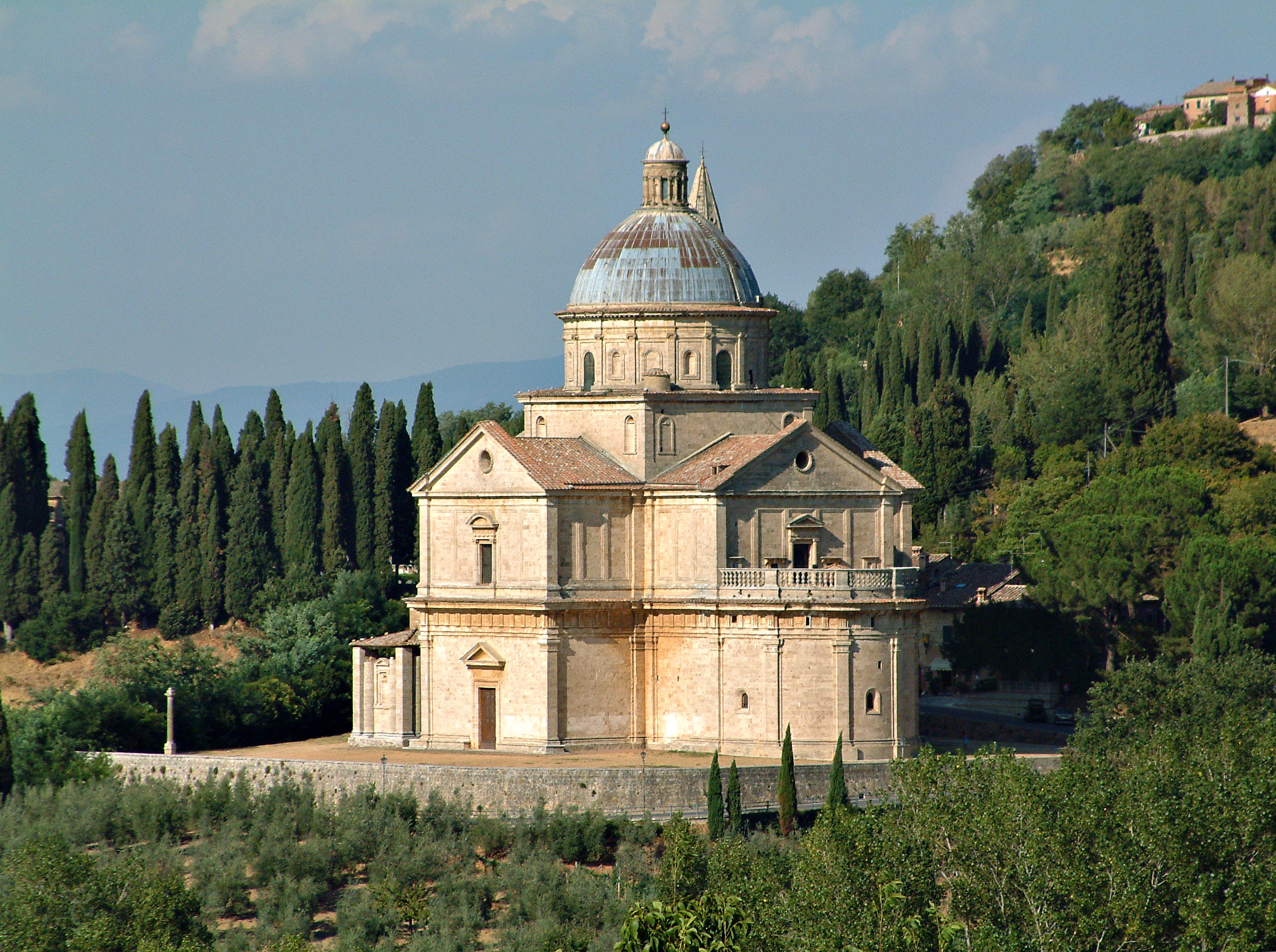
San Bagio-templom, Montepulciano

Profán épületekhez is gyakran igényelték szolgáltatásait; így Montepulcianóban és Monte San Sovinóban sok, szinte klasszikus tökéletességű palotát emelt.
Firenze városvezetése az erődítési munkálatok főmérnökévé nevezte ki, Michelangelóval együtt kiemelkedő szerepet vállalt a város védelmében.
Nagy sikerei ellenére élete vége felé lemondott a további munkáról és vidéken telepedett le.
Számos vázlatát és tervrajzát ma a firenzei Uffizi Képtár őrzi.

## Fő művei

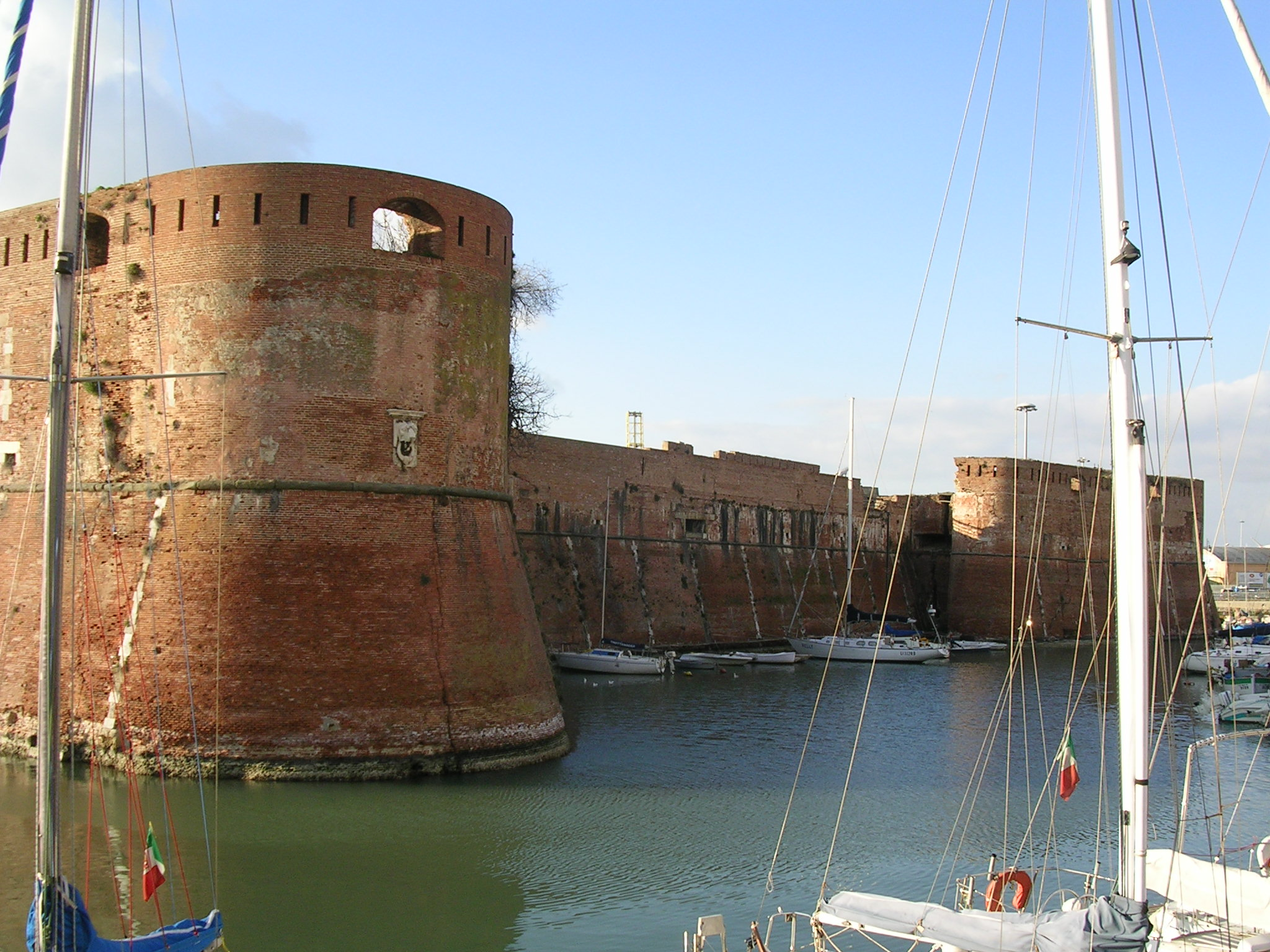
Livorno régi erődje

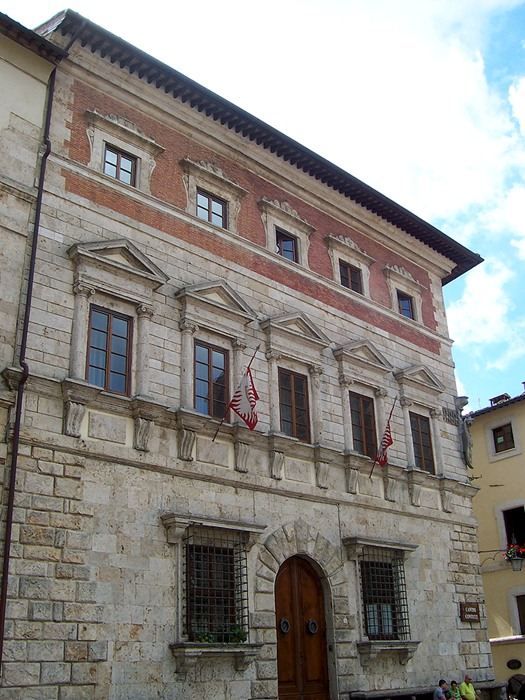
Montepulciano, Palazzo Contucci

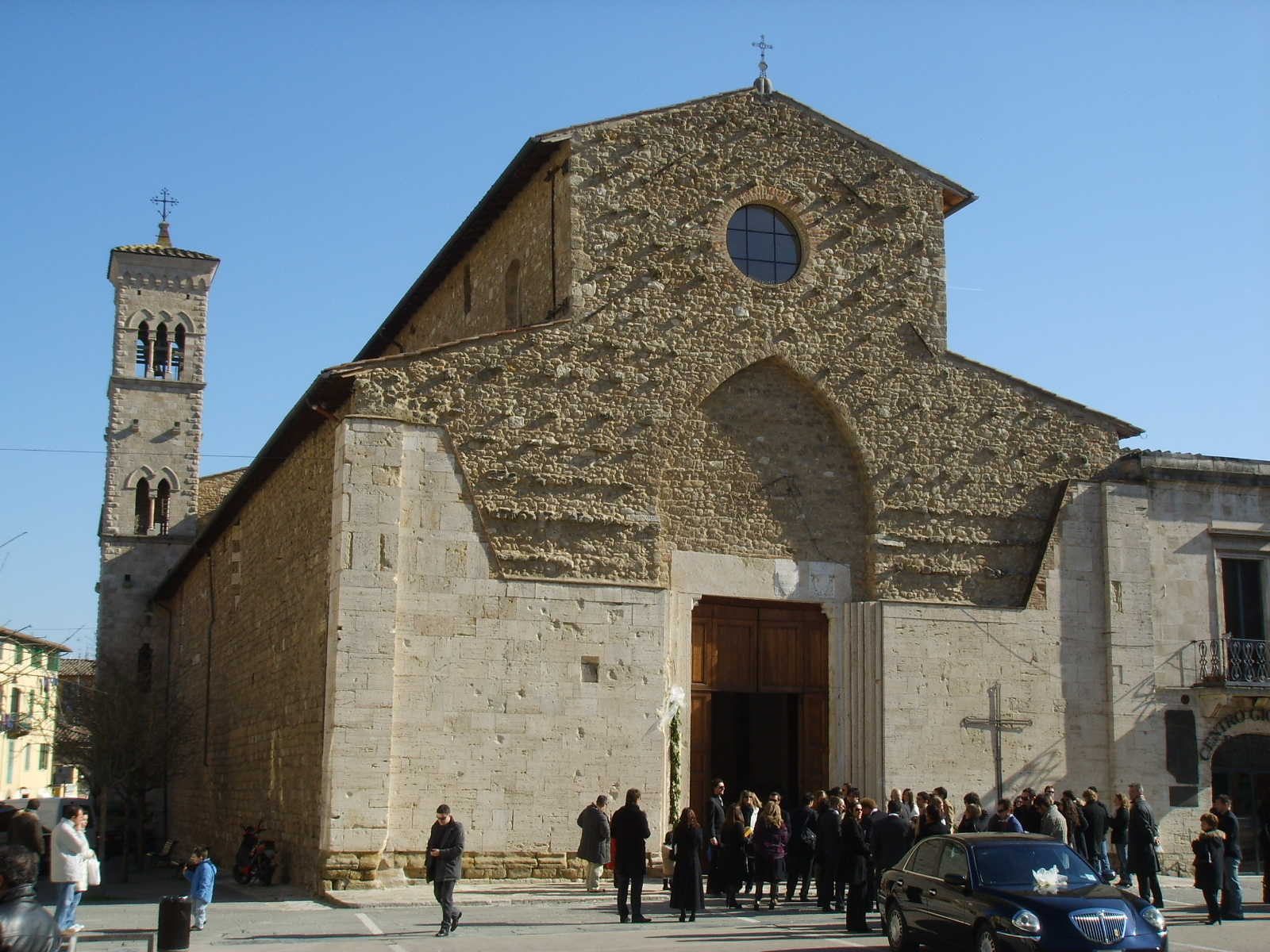
Colle di Val d'Elsa, Sant'Agostino templom

- Az Angyalvár (Castel Sant'Angelo) megerődítése Rómában kb. 1495-től
- Az ún. „Forte Sangallo” Civita Castellanában, a munkásságának szintén egyik remekműve. Az építészt 1499-től a pápa 1503-as haláláig dokumentálják a helyszínen, számos munkatárssal. Az erőd lakófunkciókat is betölt, itt volt a pápa egyik lakása.
- A nepi Castello Borgia rekonstrukciója (1499-1504)
- Az ún. „Forte Sangallo”  Nettunoban (1501-1503). Az erődítményt az ő nevéhez kötik, de Giuliano neve is szóba került.
- Castrocaro erőd 1504-ből
- Arezzo Medici-erődje (1502-től), Vasari Giulianónak tulajdonította, de általában neki tulajdonítják
- Loggiato dei Servidi Maria, Firenzében, a Piazza della Santissima Annunziatán
- Montefiascone erőd
- Livorno régi erődje
- San Biagio (Szt. Balázs)-templom Montepulciánóban
- Nobili-Tarugi-palota Montepulcianóban (bizonytalan, hogy neki tulajdonítható-e).
- Contucci-palota Montepulcianóban.
- Palazzo Del Monte Monte San Savinóban
- Saint-Augustin-templom, Colle di Val d’Elsa
- A Ripafratta (vagy Lipafratta) erőd rekonstrukciója
- A Verruca-erőd felújítási munkái (1509), két sokszögű bástya építésével

## Fordítás
- Ez a szócikk részben vagy egészben  az   Antonio da Sangallo le Vieux című francia Wikipédia-szócikk fordításán alapul.  Az eredeti cikk szerkesztőit annak laptörténete sorolja fel. Ez a jelzés csupán a megfogalmazás eredetét és a szerzői jogokat jelzi, nem szolgál a cikkben szereplő információk forrásmegjelöléseként.
- Ez a szócikk részben vagy egészben  az   Antonio da Sangallo il Vecchio című olasz Wikipédia-szócikk fordításán alapul.  Az eredeti cikk szerkesztőit annak laptörténete sorolja fel. Ez a jelzés csupán a megfogalmazás eredetét és a szerzői jogokat jelzi, nem szolgál a cikkben szereplő információk forrásmegjelöléseként.